# Nuestra Señora de la Asunción (1772)
La Nuestra Señora de la Asunción, también conocida simplemente como Asunción, fue una fragata construida en los astilleros de Ferrol con el sistema de Francisco Gautier, armada con 34 cañones. Fue una de las primeras fragatas de la Armada Española en disponer de un casco forrado con cobre.

## Historial
Fue botada el 4 de abril de 1772 y tras entrar en servicio, zarpó desde Ferrol el 29 de diciembre de 1772 con rumbo a Buenos Aires acompañada de la fragata Nuestra Señora de la Soledad y el bergantín-goleta Nuestra Señora de Pastoriza, arribando a Montevideo acompañado por la fragata Soledad el 2 de marzo. Varó frente al fuerte de San José en Montevideo el 5 de marzo de 1772, necesitando de la ayuda de varias embarcaciones menores para zafarse. Sirvió en el Río de la Plata, en el marco de las operaciones navales en la Guerra de Independencia de los Estados Unidos participó de la primera campaña del Canal de la Mancha y en la lucha contra los corsarios argelinos (1781).
La tarde del 28 de abril de 1781, junto con la urca Bizarra, capturó a los bergantines británicos Neptuno y Olive Branch, que navegaban desde Gibraltar con destino a Gran Bretaña.
Con la escuadra de Luis de Cordova y bajo el mando de Juan Ruiz de Apodaca, participó en el sitio de Gibraltar y en la batalla del cabo Espartel, como parte de la 8.ª división de la escuadra de retaguardia. Posteriormente fue asignada a la escuadra de Langara, que junto a una escuadra francesa debería dirigirse contra Jamaica, pero que fue anulada al firmarse la paz.
En marzo de 1783,  aún bajo el mando de Juan Ruiz de Apodaca, y con Alejandro Malaspina como segundo comandante, navegó hasta las filipinas con la misión de llevar la noticia del fin de la guerra acordado en París, tras lo cual retornó a Cádiz en julio de 1784, transportando a su retorno 150 000 pesos como contribución a los gastos generales de la Corona.
En 1786, realizó varios viajes entre Peniche y Cádiz para transportar a los encardados de la recuperación de los fondos y del traslado de los mismos del naufragio del navío San Pedro de Alcántara.
Junto con los navíos Real Carlos, San Hermenegildo, Argonauta y Monarca,  las fragatas  Nuestra señora de la Paz, Nuestra Señora de las Mercedes y Santa Clara los bergantines Palomo y Vivo y la balandra Alduides participó en la defensa del puerto del Ferrol, a raíz del desembarco de los ingleses en aquella costa el 25 de agosto de 1800.
El 5 de octubre de 1802 fue puesto al mando el capitán de fragata Juan Domingo Deslobbes y Cortés  y el 3 de febrero de 1803 salió para Montevideo. En dicho Apostadero recibió órdenes de atravesar el cabo de Hornos para llevar pliegos oficiales a Valparaíso y el Callao. Con base operativa en este último puerto, prestó servicios de guardacostas en el litoral del Pacífico.
A fines de marzo de 1804 partió del Callao con rumbo inicial al Río de la Plata transportando caudales. Tras el duro viaje por el cabo, tras arribar a Montevideo el 6 de junio de 1804 no pudo continuar viaje a España y debió ser desarbolada y reparada.
Al desatarse una nueva guerra entre España e Inglaterra a raíz de la batalla del cabo de Santa María, las rutas marítimas de la península se llenaron de corsarios enemigos, que irrumpiendo en el estuario del Río de la Plata, procuraron bloquear su navegación, al punto de crear verdadera alarma entre las autoridades de Montevideo y Buenos Aires. El 2 de mayo entró a Montevideo procedente de Cádiz el navío español Nuestra Señora de los Milagros cuyo capitán declaró que su nave estuvo a punto de ser apresada por los británicos, desplegados estratégicamente en las proximidades de Isla de Lobos, Gorriti y Punta Ballena.
Las fuerzas navales del Río de la Plata eran mandadas por el brigadier Pascual Ruiz Huidobro, y estaban entonces integradas por las corbetas Fuerte, Atrevida, Descubierta e Infante Francisco de Paula, el bergantín Ligero, la goleta Paz, el falucho Panamá y 25 lanchas cañoneras.

### Naufragio de laAsunción
Ante la situación, la fragata Nuestra Señora de la Asunción fue aparejada con tal premura que el 6 de mayo de 1805 zarpó de Montevideo junto al bergantín Ligero para dirigirse a Maldonado e incorporarse en división a la corbeta Fuerte (14 cañones, teniente de navío Baltasar Unquera), que ya patrullaba el Río de la Plata desde el 9 de abril anterior. La misión encomendada a su comandante consistía en recorrer las costas de Chile y Perú para perseguir y apresar buques de guerra y corsarios enemigos.
La Asunción se situó entre el Cerro y Punta de Piedras con el fin de interceptar el paso de unidades británicas.
A las 10 de la mañana del día 20 la fragata se encontraban a sotavento de Montevideo, a tres millas de tierra, cuando Deslobbes ordenó abandonar el rumbo OSO y torcer al sur. A las 15 el práctico de la Asunción determinó que dada la escasez de viento (y la consiguiente bajante) no podrían pasar sobre la punta meridional del Banco Inglés por lo que recomendaba torcer rumbo NE, lo que coincidió con las señales de riesgo en la derrota que enarbolaba la Fuerte.
La Asunción puso entonces proa al NE con velamen reducido, seguida a corta distancia por la Fuerte. Sin que el práctico pudiera ver adecuadamente el fondo a causa de la turbulencia, la creciente oscuridad y los chubascos que envolvían la nave, media hora después la Asunción encalló y aunque hizo un rápido disparo de advertencia, la Fuerte varó también perdiendo en el choque los palos mayor y de mesana y el timón. La Fuerte consiguió zafar aprovechando un golpe de mar y maniobrando con el trinquete, tras lo que ancló a una milla de distancia en profundidad de 8 brazas, pero quedó imposibilitada de auxiliar a la Asunción al ser destrozados sus botes por la caída de los palos.
La Asunción trató a su vez de echar sus botes al mar pero uno de los embates de las olas la tumbaron sobre un costado. Como medio de adrizar, Deslobbes ordenó hachar los tres palos y con el fin de aligerar se arrojaron al agua municiones y bagajes, mientras parte de la tripulación trabajaba con las bombas de achique y otros armaban una cabria con que echar los botes al río.
Finalmente la fragata zafó pero el agua ingresó rápidamente por los rumbos abiertos en el casco con lo que la situación se hizo desesperada. Imposibilitados de recibir ayuda de la Fuerte, mientras se aseguraban y clavaban las escotillas de la cubierta del sollado, la tripulación armó pequeñas bandolas con las que se procuró aproximar el buque a la Fuerte, pero sin timón y con fuerte corriente los intentos fueron inútiles. Encarando ya el inevitable naufragio, el comandante ordenó fondear un ancla a una milla de la Fuerte e improvisar cinco jangadas utilizando vergas, botalones y cuanto objeto útil pudieron encontrar a bordo.
Los dos botes disponibles fueron botados y amarrados por la popa con custodia y las jangadas se colocaron en los pasamanos para botarlas cuando llegara el momento de abandonar la nave.
Al anochecer el alférez de fragata Domingo de Mesa fue enviado con el chinchorro y seis hombres al Fuerte de Montevideo para comunicar la situación y solicitar medidas urgentes para auxiliar a los inminentes náufragos pero el oficial perdió el rumbo y cuando a la una de la madrugada tomó tierra no sabía donde se encontraba, consiguiendo reconocer recién en la mañana encontrarse en la playa de Solís.
Entretando, Deslobbes reunió una junta de oficiales que decidió empezar de inmediato el transbordo de la tripulación a la Fuerte utilizando para ello el único bote que quedaba, lo que haría necesario realizar varios viajes.
La junta comisionó al alférez de navío José Miranda y Fontao para conducir el primer viaje. En el momento en que se iniciaba el embarco, a las 21 horas, saltaron las cubiertas de las escotillas y el agua se precipitó en la batería. De inmediato se cortó el cable del bote y se botaron con rapidez las jangadas, mientras se disparaban cañonazos y cohetes para advertir a la Fuerte del naufragio.
Miranda y Fontao viendo como la proa de la fragata se hundía con rapidez, tras recoger a un guardián que se había arrojado al agua desde popa, procuró alejarse a fuerza de remos del remolino del buque. El bote permaneció media hora en el sitio del naufragio buscando inútilmente sobrevivientes tras lo que puso rumbo al NO 1/4 O y, tras pasar por el norte de la isla de Flores, a las 3 de la mañana los sobrevivientes alcanzaron tierra.
Veintidós personas se salvaron en el bote y el chinchorro, entre ellas los dos oficiales que los conducían y los pilotos José Freire y Andrade y Antonio Acosta. El resto de los 294 hombres de la tripulación, el comandante Deslobbes, el teniente de navío Luis Journais, el teniente de fragata Juan Fernández Alarcón, los alférez de navío Francisco Aldao y Manuel Coll Padres, los alférez de fragata José Martínez de Velasco y Pedro Barreda, el piloto Francisco Causino, el contador Sebastián Vanc-Blá, el médico Juan Lozela y los capellanes Pedro Ibáñez y Domingo del Castillo perecieron en el hundimiento.